# Acanella weberi
Acanella weberi är en korallart som beskrevs av Nutting 1910. Acanella weberi ingår i släktet Acanella och familjen Isididae. Inga underarter finns listade i Catalogue of Life.